# Angelo Messedaglia
Angelo Messedaglia (Villafranca di Verona, 2 novembre 1820 – Roma, 5 aprile 1901) è stato un economista, statistico, politico e traduttore italiano.

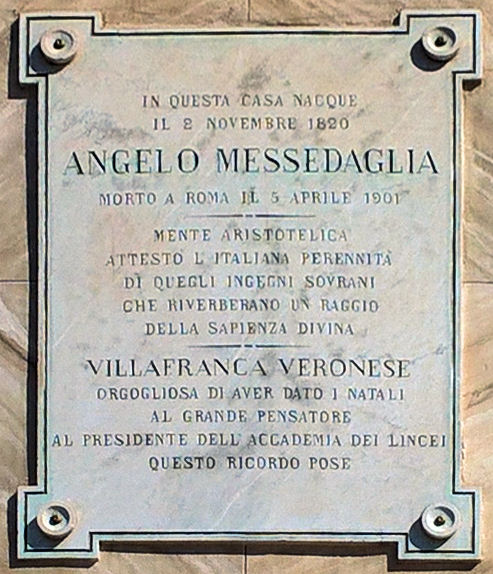
Villafranca di Verona, lapide a Angelo Messedaglia.

Senatore del Regno d'Italia nella XV legislatura, a lui è dedicato il liceo scientifico statale Angelo Messedaglia di Verona.

## Biografia
Angelo Messedaglia nacque a Villafranca di Verona il 2 novembre del 1820, all'epoca nel Regno Lombardo-Veneto. Diplomato presso il Cesareo Regio Convitto in Sant'Anastasia (attuale "Liceo-Ginnasio Scipione Maffei"), si laureò in utroque iure presso l'Università degli Studi di Pavia, dove iniziò la sua carriera di docente. Negli anni successivi insegnò a Padova e a Roma. Convinto sostenitore degli ideali risorgimentali, denunciò la repressione austriaca contro la popolazione veronese dopo l'annessione del Veneto all'Italia nel 1866. Amico di Marco Minghetti e Quintino Sella, fu sostenitore della Destra, nelle cui file sedette in Parlamento come Deputato fra il 1866 e il 1882.
Apprezzato per le sue competenze giuridiche, tributarie e statistiche, rifiutò la carica di ministro che gli venne offerta, preferendo dedicarsi completamente allo studio. Proprio i molti interessi culturali sono la principale caratteristica di Messedaglia: conosceva più lingue, sia straniere sia antiche; pubblicò non soltanto studi statistici ed economici, ma anche scritti omerici e traduzioni in italiano di poesie di Henry Wadsworth Longfellow e di Thomas Moore. Fu in contatto con Carducci e Fogazzaro, in amicizia con il poeta vicentino Giacomo Zanella, traduttore anche lui di Longfellow.
Membro di varie accademie italiane e straniere, ricoprì la carica di presidente dell'Accademia Nazionale dei Lincei fino al giorno della morte. Considerato il precursore delle moderne facoltà di Scienze politiche per via delle sue proposte di introdurre un piano organico di studi politico-amministrativi nell'ambito delle facoltà di giurisprudenza, larga parte della sua produzione è attualmente conservata alla Biblioteca Civica di Verona, su affidamento del nipote Luigi.

## Principali pubblicazioni
- A. Messedaglia, Statistica morale dell'Inghilterra comparata alla statistica morale della Francia di M.A. Guerry: relazione critica, Venezia, G. Antonelli, 1865
- A. Messedaglia, L'imperatore Diocleziano e la legge economica del mercato: una lezione di più, Venezia, Tip. del commercio, 1866
- A. Messedaglia, La statistica e i suoi metodi, Roma, 1872
- E.W. Longfellow - T. Moore - ed altri, Alcune poesie, Traduzioni di A. Messedaglia, Torino, E. Loescher, 1878
- A. Messedaglia, L'insegnamento politico-amministrativo: discorso, Roma, Civelli, 1880
- A. Messedaglia, L'economia politica in relazione colla sociologia e quale scienza a sé: discorso, Roma, f.lli Pallotta, 1891